# La Moncelle

La Moncelle este o comună în departamentul Ardennes din nordul Franței. În 1 ianuarie 2021 avea o populație de 137 de locuitori.